# Tolstolobik bílý
Tolstolobik bílý (Hypophthalmichthys molitrix; Valenciennes, 1844) je sladkovodní ryba z čeledi kaprovitých, která je v Česku nepůvodním druhem kaprovitých ryb.

## Popis
Tělo je mohutné. Ústa jsou v horním postavení. Oko je velké, posazené pod úrovní úst. Šupiny jsou drobné. Zbarvení je stříbřité nebo šedavé. Dorůstá délky až 127 cm při hmotnosti až 40 kg. Dožívá se přibližně 20 let.

## Výskyt
Původní domovina tohoto druhu je povodí Amuru. Po roce 1930 se začalo s jeho aklimatizací v evropské části Sovětského svazu. Postupně jej člověk vysadil v mnoha zemích světa. V roce 1964 byl vysazen v Československu. Obývá především teplejší vody, proto je vysazován do vod ohřívaných odpadním teplem z elektráren.

## Potrava
Krátce po vylíhnutí se živí zooplanktonem, v dospělosti se však živí výhradně fytoplanktonem - vodními řasami a sinicemi. K trávení této potravy je vybaven prodlouženým střevem, které dosahuje délky až sedminásobku délky těla.

## Rozmnožování
V Česku se přirozeně nerozmnožuje. Jeho výskyt je tedy závislý na umělém rozmnožování a vysazování. V přirozeném prostředí se tře při teplotě vody 24 °C. Samice vypouští jikry volně do vodního sloupce stojatých vod, kde se volně vznášejí.

## Význam

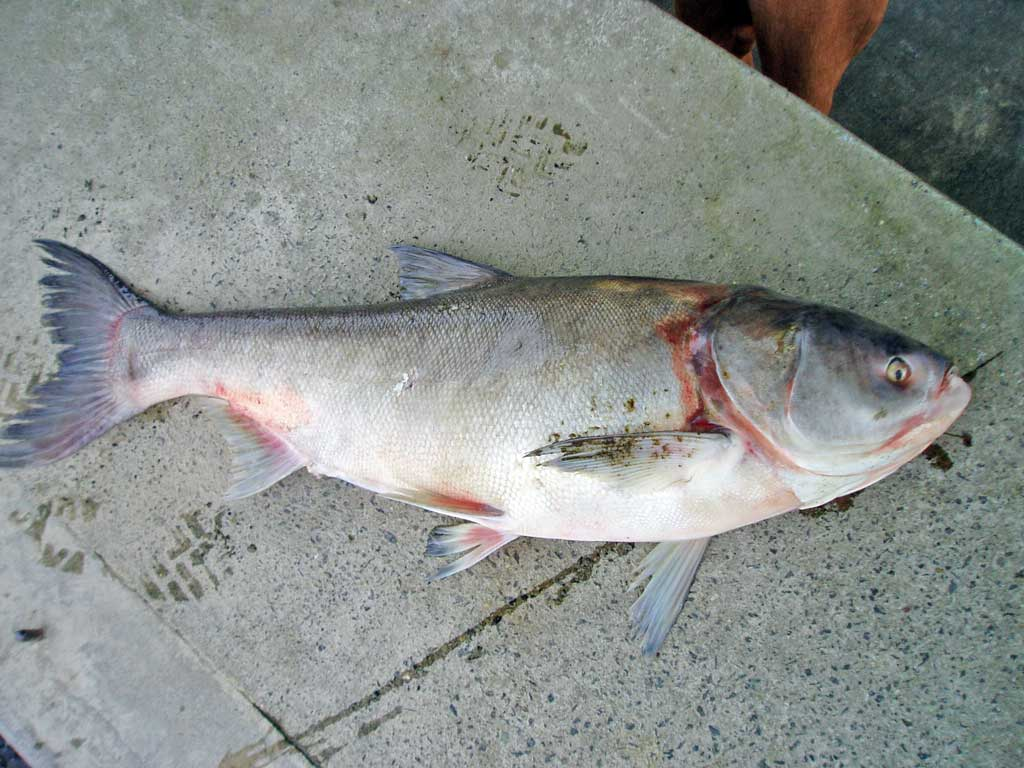
Tolstolobik bílý

Tento druh byl do českých vod vysazen za účelem snížení množství fytoplanktonu. Slouží jako vedlejší ryba v kaprových rybnících. Jeho úlovky na udici jsou povětšinou náhodné při lovu jiných druhů kaprovitých ryb. Tolstolobik bílý umí dobře plavat a je skvělý skokan, což může být velmi nepříjemné, neboť může zranit člověka plavajícího v jezeře či na nějakém menším plavidle. Několik takových případů bylo zaznamenáno např. na arkansaském jezeře Chicot. Je mezi nimi i případ patnáctiletého chlapce, kterému ryba zlomila čelist a přivodila mdloby.